# آنتونی جی اسمیت
آنتونی جی اسمیت (انگلیسی: Anthony Smith؛ زادهٔ ۲۶ ژوئیهٔ ۱۹۸۸) ورزشکار هنرهای رزمی ترکیبی اهل ایالات متحده آمریکا است. وی از سال ۲۰۰۸ میلادی تاکنون مشغول فعالیت بوده‌است.